# Funny Lady
Funny Lady är en amerikansk film från 1975 i regi av Herbert Ross. Filmen är en uppföljare till Funny Girl med Barbra Streisand i huvudrollen som Fanny Brice.

## Handling
New York år 1930. Den berömda sångerskan Fanny Brice har just gått igenom en skilsmässa. Under den jobbiga tiden efteråt har hon svårt att hitta arbete som artist men möter då Billy Rose, en man som skriver egna sånger och dessutom har en egen nattklubb.

## Om filmen
Filmen hade svensk premiär den 25 augusti 1975 på biograf Astoria i Stockholm. Filmen blev nominerad till fem Oscars och sex Golden Globe, men vann inga priser.

## Rollista i urval
- Barbra Streisand – Fanny Brice
- James Caan – Billy Rose
- Omar Sharif – Nick Arnstein
- Roddy McDowall – Bobby Moore
- Ben Vereen – Bert Robbins
- Carole Wells – Norma Butler
- Larry Gates – Bernard Baruch